# Partido Obrero (Argentina)
Partido Obrero (PO) é uma das principais organizações que na Argentina reivindicam o legado o revolucionário russo Leon Trotsky, junto com o Movimento Al Socialismo (MAS), o Movimiento Socialista de los Trabajadores (MST), entre outros. É um dos partidos fundadores da CRQI (Coordenação pela Refundação da Quarta Internacional). Seu principal dirigente e figura pública é Jorge Altamira, en 2009 consiguiò 1,1 %. O Partido Obrero é um dos impulsionadores da FIT (Frente de Esquerda e dos Trabalhadores), junto a outros partidos trotskistas argentinos (PTS e IS). Obteve nas eleições de 2013 uma importante votação: 1.200.000 votos, aproximadamente 4% do eleitorado. Na província de Salta obteve cerca de 30 % dos votos. Elegeu três deputados para o Congresso Nacional, além senadores e deputados provinciais (estaduais) e também alguns concejales (semelhante aos  nossos vereadores). Tem um papel de destaque na esquerda Argentina e nesse ano (2015) apresenta-se novamente nas eleições com a mesma frente política (FIT), com Jorge Altamira como candidato a presidente e o deputado Nestor Pitrola como candidato a Governador da província de Buenos Aires. A FIT e o PO tem papel de destaque na luta de classes e na esquerda classista argentina sendo uma das principais forças impulsionadoras das últimas greves gerais e da greve geral que está sendo organizada para o dia 31 de março de 2015. 
O PO impulsiona e tem uma forte intervenção na juventude com a UJS (União das Juventudes pelo Socialismo), que participa da direção de inúmeros centros e diretórios acadêmicos e estudantis. Nos trabalhadores organizados e nos sindicatos o PO impulsiona a CSC (Coordenação Sindical Classista) para lutar contra a burocratização dos sindicatos e defender a independência da classe trabalhadora. Manteve, no passado, relações com outros grupos que se reivindicavam do trotskismo, como o Partido da Causa Operária de Rui Costa Pimenta, no Brasil. O PCO participou desde 1997 da organização do MRQI (Movimento pela Refundação da Quarta Internacional), fundado em Gênova, Itália, e que posteriormente transformou-se, em 2004, na CRQI (Coordenação pela Refundação da Quarta Internacional), num Congresso Fundacional realizado em Buenos Aires, impulsionado pelo Partido Obrero da Argentina. O PCO realizou um rompimento, ou mais exatamente uma defecção, com a CRQI e o Partido Obrero entre 2004 e 2006, afastando-se, política, programática, e organizativamente da CRQI e do Partido Obrero, de forma inequívoca e cabal. Sua trajetória posterior afasta-se, pelo vértice, da política desenvolvida pelos partidos que compõem a CRQI.